# Elecciones municipales de Ica de 1986
Las elecciones municipales de Ica de 1986 se llevaron a cabo el 9 de noviembre de 1986 para elegir al alcalde y al Concejo Provincial de Ica para el periodo 1987-1989. La elección se celebró simultáneamente con elecciones municipales en todo el país.

## Sistema electoral
La Municipalidad Provincial de Ica es el órgano administrativo y de gobierno de la provincia de Ica. Está compuesta por el alcalde y el Concejo Provincial.
La votación del alcalde y el concejo se realiza en base al sufragio universal, que comprende a todos los ciudadanos nacionales mayores de dieciocho años, empadronados y residentes en la provincia de Ica y en pleno goce de sus derechos políticos, así como a los ciudadanos no nacionales residentes y empadronados en la provincia de Ica.
El Concejo Provincial de Ica está compuesto por 19 regidores elegidos por sufragio directo para un período de tres (3) años, en forma conjunta con la elección del alcalde (quien lo preside). La votación es por lista cerrada y bloqueada. Se asigna a la lista ganadora los escaños según el método d'Hondt o la mitad más uno, lo que más le favorezca.

## Composición del Concejo Provincial de Ica
La siguiente tabla muestra la composición del Concejo Provincial de Ica antes de las elecciones.
| Partidos | Partidos                                   | Regidores |
| -------- | ------------------------------------------ | --------- |
|          | Partido Aprista Peruano                    | 11        |
|          | Izquierda Unida                            | 4         |
|          | Lista Independiente Frente Regional Iqueño | 3         |
|          | Acción Popular                             | 1         |

## Partidos y candidatos
A continuación se muestra una lista de los principales partidos y alianzas electorales que participaron en las elecciones:
| Candidatura | Candidatura | Partidos y alianzas | Candidatos | Candidatos                      | Ideología                                               | Resultado previo | Resultado previo | Ref. |
| Candidatura | Candidatura | Partidos y alianzas | Candidatos | Candidatos                      | Ideología                                               | Votos (%)        | Reg.             | Ref. |
| ----------- | ----------- | --- | ---------- | ------------------------------- | ------------------------------------------------------- | ---------------- | ---------------- | ---- |
|             | APRA        | Lista - Partido Aprista Peruano (APRA) |            | Rosa Zárate Sánchez de Carbajal | Aprismo                                                 | 45.97%           | 11               |      |
|             | IU          | Lista - Izquierda Unida (IU) – Unión de Izquierda Revolucionaria (UNIR) – Unidad Democrático Popular (UDP) – Partido Socialista Revolucionario (PSR) – Partido Comunista Revolucionario (PCR) – Partido Comunista Peruano (PCP) – Frente Obrero Campesino Estudiantil y Popular (FOCEP) |            | Ambrosio Cavero Donayre         | Marxismo-leninismo Mariateguismo Socialismo democrático | 23.13%           | 4                |      |
|             | PPC         | Lista - Partido Popular Cristiano (PPC) |            | Zacarías Ormeño Matta           | Conservadurismo social Humanismo Democracia cristiana   | 4.34%            | 0                |      |
|             | PADIN       | Lista - Partido de Integración Nacional (PADIN) |            | Óscar Sánchez Dulanto           | Centrismo Socioliberalismo                              | 0.11%            | 0                |      |
|             | M7J         | Lista - Movimiento Cívico Nacional 7 de Junio (M7J) |            | Ricardo Carlos Pasache          |                                                         | Nuevo            | Nuevo            |      |

## Resultados

### Sumario general
|                        |                                             |              |              |              |           |           |
| Partidos y coaliciones | Partidos y coaliciones                      | Voto popular | Voto popular | Voto popular | Regidores | Regidores |
| Partidos y coaliciones | Partidos y coaliciones                      | Votos        | %            | ±pp          | Total     | +/−       |
|                        | Izquierda Unida (IU)                        | 39,514       | 47.30        | +24.17       | 11        | +7        |
|                        | Partido Aprista Peruano (APRA)              | 37,682       | 45.11        | –0.86        | 8         | –3        |
|                        | Partido Popular Cristiano (PPC)             | 4,094        | 4.90         | +0.56        | 0         | ±0        |
|                        | Partido de Integración Nacional (PADIN)     | 2,154        | 2.58         | +2.47        | 0         | ±0        |
|                        | Movimiento Cívico Nacional 7 de Junio (M7J) | 87           | 0.10         | Nuevo        | 0         | ±0        |
|                        |                                             |              |              |              |           |           |
| Total                  | Total                                       | 83,531       |              |              | 19        | ±0        |
|                        |                                             |              |              |              |           |           |
| Votos válidos          | Votos válidos                               | 83,531       | 89.33        | +3.57        |           |           |
| Votos en blanco        | Votos en blanco                             | 1,957        | 2.09         | –1.51        |           |           |
| Votos nulos            | Votos nulos                                 | 8,024        | 8.58         | –2.06        |           |           |
| Votos emitidos         | Votos emitidos                              | 93,512       | 86.12        | –7.18        |           |           |
| Abstenciones           | Abstenciones                                | 15,077       | 13.88        | +7.18        |           |           |
| Votantes registrados   | Votantes registrados                        | 108,589      |              |              |           |           |
|                        |                                             |              |              |              |           |           |
| Fuente:                |                                             |              |              |              |           |           |

## Elecciones municipales distritales

### Resultados por distrito
La siguiente tabla enumera el control de los distritos de la provincia de Ica. El cambio de mando de una organización política se resalta del color de ese partido.
| Distrito                | Alcalde(sa) titular                                      | Partido político                                         | Partido político                                         | Alcalde(sa) electo(a)      | Partido político | Partido político        |
| ----------------------- | -------------------------------------------------------- | -------------------------------------------------------- | -------------------------------------------------------- | -------------------------- | ---------------- | ----------------------- |
| La Tinguiña             | Jorge Cevasco Villagarcía                                |                                                          | Partido Aprista Peruano                                  | Miguel Enciso Trillo       |                  | Partido Aprista Peruano |
| Los Aquijes             | Edilberto Aquije Injante                                 |                                                          | Partido Aprista Peruano                                  | Máximo Huamán García       |                  | Partido Aprista Peruano |
| Ocucaje                 | Creación del distrito (Ley N° 23833, 18 de mayo de 1984) | Creación del distrito (Ley N° 23833, 18 de mayo de 1984) | Creación del distrito (Ley N° 23833, 18 de mayo de 1984) | Pablo Vargas Díaz          |                  | Partido Aprista Peruano |
| Pachacútec              | Ricardo Jayo Cortez                                      |                                                          | Izquierda Unida                                          | Fausto Tipismana Cahua     |                  | Partido Aprista Peruano |
| Parcona                 | Marcial Maurolagoitia Bendezú                            |                                                          | Partido Aprista Peruano                                  | Juan Escribo Oré           |                  | Izquierda Unida         |
| Pueblo Nuevo            | Roger Grimaldo Chacaltana                                |                                                          | Partido Aprista Peruano                                  | Adela Moquillaza Hernández |                  | Partido Aprista Peruano |
| Salas                   | José Peña Ramos                                          |                                                          | Partido Aprista Peruano                                  | Juan Donayre Vizarreta     |                  | Partido Aprista Peruano |
| San José de los Molinos | María Donayre Vda. de Bonifaz                            |                                                          | Partido Aprista Peruano                                  | Jorge Fuentes Huarcaya     |                  | Partido Aprista Peruano |
| San Juan Bautista       | Juan Espino Espino                                       |                                                          | Partido Aprista Peruano                                  | Juan Espino Espino         |                  | Partido Aprista Peruano |
| Santiago                | Juan Figueroa Espino                                     |                                                          | Partido Aprista Peruano                                  | Juana Ventura de Laurente  |                  | Partido Aprista Peruano |
| Subtanjalla             | Ambrosio Cavero Donayre                                  |                                                          | Izquierda Unida                                          | Julio Espinoza Cabezudo    |                  | Izquierda Unida         |
| Tate                    | Pedro Hernández Mendoza                                  |                                                          | Partido Aprista Peruano                                  | Pedro Hernández Mendoza    |                  | Partido Aprista Peruano |
| Yauca del Rosario       | Abraham Meneses Villagaray                               |                                                          | Partido Aprista Peruano                                  | Marilú Gamboa Hernández    |                  | Partido Aprista Peruano |